# Chicago Untouchables 2021
Questa voce raccoglie le informazioni riguardanti i Chicago Untouchables nelle competizioni ufficiali della stagione 2021.

## Stagione
I Chicago Untouchables partecipano al loro primo campionato NVA, classificandosi al quarto posto nell'American Conference: partecipano quindi ai play-off scudetto, dove vengono eliminati ai quarti di finale dai Southern Exposure.

## Organigramma societario
Area direttiva
- Presidente: Jay Amado

Area tecnica
- Allenatore: Mitch Wiskirchen

## Rosa
| N° | Nome             | Ruolo | Data di nascita | Nazionalità sportiva |
| -- | ---------------- | ----- | --------------- | -------------------- |
| 1  | Elvis Minyakov   | O     | -               | Estonia              |
| 2  | Moises Lopez     | P     | 2 agosto 1995   | Stati Uniti          |
| 3  | Juan Rosa        | L     | 11 agosto 1993  | Porto Rico           |
| 4  | Ian Capp         | P     | -               | Stati Uniti          |
| 5  | Ryan Alu         | L     | -               | Stati Uniti          |
| 6  | Eddie Keesecker  | S     | -               | Stati Uniti          |
| 8  | Dante McCoy      | S     | -               | Stati Uniti          |
| 9  | Jacob Milnazik   | S     | 16 giugno 1998  | Stati Uniti          |
| 10 | Dan Nugent       | S     | 27 giugno 1993  | Stati Uniti          |
| 11 | Kyle Schwede     | O     | -               | Stati Uniti          |
| 12 | Mitch Wiskerchin | P     | -               | Stati Uniti          |
| 13 | William Ragland  | S     | -               | Stati Uniti          |
| 14 | David Holliday   | O     | -               | Stati Uniti          |
| 15 | Nick Ramos       | S     | 19 giugno 1998  | Porto Rico           |
| 16 | Paul Bilanzic    | C     | -               | Stati Uniti          |
| 18 | Thomas Burrell   | C     | -               | Stati Uniti          |
| 20 | Matt Buffum      | C     | -               | Stati Uniti          |

## Statistiche

### Statistiche di squadra
| Competizione | Punti | In casa | In casa | In casa | In trasferta | In trasferta | In trasferta | Totale | Totale | Totale |
| Competizione | Punti | G       | V       | P       | G            | V            | P            | G      | V      | P      |
| ------------ | ----- | ------- | ------- | ------- | ------------ | ------------ | ------------ | ------ | ------ | ------ |
| NVA          | 10    | 0       | 0       | 0       | 0            | 0            | 0            | 10     | 3      | 7      |
| Totale       | -     | 0       | 0       | 0       | 0            | 0            | 0            | 10     | 3      | 7      |

G = partite giocate; V = partite vinte; P = partite perse